# Rhyme Stew
Rhyme Stew è una raccolta di poesie scritta da Roald Dahl. In un certo senso, può ritenersi la versione "per adulti" di Versi perversi. Con esso ha, infatti, in comune la parodia di favole famose, revisitate in chiave umoristica e dissacratoria,  in questo caso con chiari riferimenti sessuali. Le illustrazioni, come d'abitudine per i libri di Dahl, sono opera di Quentin Blake.

## Le poesie
- Dick Whittington and His Cat
- St. Ives
- A Hand in the Bird
- The Tortoise and the Hare
- The Price of Debauchery
- Physical Training
- The Emperor's New Clothes
- A Little Nut-Tree
- The Dentist and the Crocodile
- Hot and Cold
- Ali Baba and the Forty Thieves
- Hey Diddle Diddle
- Mary, Mary
- Hansel and Gretel
- Aladdin and the Magic Lamp